# ريتشارد هيل (سياسي)
ريتشارد هيل (بالإنجليزية: Richard Hill)‏ هو عالم حيوانات وعالم طيور وعالم نبات وسياسي جامايكي، ولد في 1 مايو 1795 في مونتيغو باي في جامايكا، وتوفي في 28 سبتمبر 1872 في جامايكا.